# Acacia virgata
Acacia virgata é uma espécie de leguminosa do gênero Acacia, pertencente à família Fabaceae.